# Ordinariato militare in Ungheria
L'ordinariato militare in Ungheria è un ordinariato militare della Chiesa cattolica per Ungheria. È retto dal vescovo Tibor Berta.

## Storia
Nell'esercito del Regno di Ungheria non era prevista una forma organizzata di assistenza sacerdotale in tempo di pace, tuttavia una Legge del 1912 stabiliva che in caso di guerra i cappellani dovevano essere «a disposizione di tutte le forze armate per lo svolgimento dei compiti sacerdotali». Nell'autunno del 1915 erano in servizio presso la Difesa 1615 preti, nel 1916 2400.
Nel gennaio del 1920 fu deliberata l'istituzione di uffici sacerdotali diretti da preti cattolici, presso ciascun distretto militare.
In seguito alla riduzione delle forze armate imposta dal trattato del Trianon, nel 1922 un decreto ha soppresso solo formalmente la diocesi castrense subordinata al Ministero della Difesa, che ha però continuato ad esistere organicamente e funzionalmente, alle dipendenze del Ministero della religione e della pubblica istruzione. Nel 1923 fu istituito, accanto a quello cattolico, con pari diritti e dignità, l'ordinariato unico protestante.
Nel 1939 tutti i sacerdoti e i seminaristi in età di servizio militare, furono arruolati come riserva.
Nell'aprile del 1946 198 sacerdoti militari e civili erano prigionieri in Occidente e una cinquantina nei Paesi dell'est. Dopo la sconfitta il numero dei cappellani militari è progressivamente calato: alla fine del 1947 c'erano 6 cattolici, 6 protestanti e 2 rabbini (gli ebrei erano stati inseriti nel 1945). Nel 1949 l'organico fu ridotto a due preti cattolici e due ministri protestanti. A partire dal 1951, senza alcun atto o ordine ufficiale, non vennero più inseriti cappellani nell'organico della difesa.
L'ordinariato militare è stato ristabilito il 18 aprile 1994.

## Cronotassi dei vescovi
Si omettono i periodi di sede vacante non superiori ai 2 anni o non storicamente accertati.
- István Zadravecz, O.F.M. † (23 marzo 1920 - 1926 dimesso)
- István Révész † (3 marzo 1928 - 18 gennaio 1929 deceduto)
  - Sede vacante (1929-1994)
- Gáspár Ladocsi (18 aprile 1994 - 28 novembre 2001 nominato vescovo ausiliare di Esztergom-Budapest[1])
- Tamás Szabó (28 novembre 2001 - 15 marzo 2007 dimesso)
- László Bíró (20 novembre 2008 - 18 febbraio 2021 dimesso)
- Tibor Berta, dal 18 febbraio 2021

## Statistiche
| anno | presbiteri | presbiteri | presbiteri | diaconi | religiosi | religiosi | parrocchie |
| anno | totale     | secolari   | regolari   | diaconi | uomini    | donne     | parrocchie |
| ---- | ---------- | ---------- | ---------- | ------- | --------- | --------- | ---------- |
| 2002 | 13         | 12         | 1          |         | 1         |           | 13         |
| 2003 | 14         | 13         | 1          |         | 1         |           | 13         |
| 2004 | 14         | 14         |            |         |           |           | 13         |
| 2013 | 14         | 14         |            |         |           |           |            |
| 2016 | 18         | 18         |            |         |           |           |            |
| 2019 | 20         | 20         |            |         |           |           |            |
| 2021 | 12         | 12         |            |         |           |           |            |